# Муствеэский район
Муствеэский район — административно-территориальная единица в составе Эстонской ССР, существовавшая в 1950—1959 годах. Центр — Муствеэ. Площадь района в 1955 году составляла 1026,7 км².

## История
Муствеэский район был образован в 1950 году, когда уездное деление в Эстонской ССР было заменено районным. В 1952 году район был включён в состав Тартуской области, но уже в апреле 1953 года в результате упразднения областей в Эстонской ССР район был возвращён в республиканское подчинение.
В 1959 году Муствеэский район был упразднён.

## Административное деление
В 1955 году район включал 1 город (Муствеэ) и 10 сельсоветов: Авинурмеский (центр — Мыйза), Арукюлаский (центр — Сиргувере), Вассевереский (центр — Алнавере), Вытиквереский (центр — Кынну), Лохусууский, Лулликаткуский, Оонурмеский, Раяский (центр — Тихеда), Тудулиннаский, Ульвиский.